# Amber Heard
Amber Laura Heard (født 22. april 1986) er en amerikansk skuespillerinde. Hun er bedst kendt for sine roller i filmene Never Back Down (2008), The Rum Diary (2011) og for at spille Mera i DCEU, bl.a. i Aquaman (2018)

## Karriere
Hun gik på St. Michael's Catholic Academy indtil sit "junior year", hvor hun forlod skolen for at forfølge en karriere i Hollywood. Hun har spillet mindre roller i forskellige tv-serier og tv-film. Hun er nok bedst kendt for sin rolle som Greta Matthews i CWs tv-show, Hidden Palms. Hun spiller hovedrollen (og titelrollen) i All The Boys Love Mandy Lane, der havde premiere ved Toronto International Film Festival i 2006 og blev frigivet til biografer i 2008.
Hun har også været på forsiden af Maxim og spillede Seth Rogens karakters kæreste i Pineapple Express. Hun medvirker desuden i The Informers baseret på en række noveller af samme navn, skrevet af Bret Easton Ellis.

## Privatliv
Amber Heard er biseksuel og har haft forhold med både mænd og kvinder. Hun kom offentligt ud ved GLAADs 25 års jubilæumsfejring.
Heard var i et forhold med fortografen Tasya van Ree fra 2008 til 2012.
Hun var gift med Johnny Depp fra 2015 til 2016, da de blev skilt. Heard anklagede ham derefter for hustruvold, som han benægtede. Retten har fundet ham skyldig i 12 ud af 14 episoder, som Heard har beskrevet.
I 2020 har hun fortalt, at hun har slået Johnny flere gange, og kastet ting efter ham, blandt andet en flaske som eksploderede hvor tippen af hans finger blev skåret af. 
In april 2021 fik Heard sit første barn via surrogatmor.
Heard tabte den 1. juni 2022 en retssag om æreskrænkende mod Johnny Depp.

## Filmografi

### Film
| År   | Film                         | Rolle              | Noter                   |
| ---- | ---------------------------- | ------------------ | ----------------------- |
| 2004 | Friday Night Lights          | Maria              |                         |
| 2005 | Side FX                      | Shay               |                         |
| 2005 | Drop Dead Sexy               | Candy              |                         |
| 2005 | North Country                | Josey Aims som ung |                         |
| 2006 | Price to Pay                 | Trish              |                         |
| 2006 | Alpha Dog                    | Alma               |                         |
| 2006 | All the Boys Love Mandy Lane | Mandy Lane         |                         |
| 2007 | Spin                         | Amber              |                         |
| 2007 | Day 73 with Sarah            | Mary               | Kortfilm                |
| 2007 | Remember the Daze            | Julia Ford         |                         |
| 2008 | Never Back Down              | Baja Miller        |                         |
| 2008 | The Informers                | Christie           |                         |
| 2008 | Pineapple Express            | Angie Anderson     |                         |
| 2009 | ExTerminators                | Nikki              |                         |
| 2009 | The Joneses                  | Jenn Jones         |                         |
| 2009 | Zombieland                   | 406                |                         |
| 2009 | The Stepfather               | Kelly Porter       |                         |
| 2010 | And Soon the Darkness        | Stephanie          | Også co-producer        |
| 2010 | The River Why                | Eddy               |                         |
| 2010 | The Ward                     | Kristen            |                         |
| 2011 | Drive Angry                  | Piper              |                         |
| 2011 | The Rum Diary                | Chenault           |                         |
| 2013 | Syrup                        | Six                | Også udøvende producent |
| 2013 | Paranoia                     | Emma Jennings      |                         |
| 2013 | Machete Kills                | Miss San Antonio   |                         |
| 2014 | 3 Days to Kill               | Agent Vivi Delay   |                         |
| 2015 | The Adderall Diaries         | Lana Edmond        |                         |
| 2015 | One More Time                | Jude               |                         |
| 2015 | Magic Mike XXL               | Zoe                |                         |
| 2015 | Den Danske Pige              | Ulla Paulson       |                         |
| 2017 | I Do... Until I Don't        | Fanny              |                         |
| 2017 | Justice League               | Mera               |                         |
| 2018 | Her Smell                    | Zelda E. Zekiel    |                         |
| 2018 | London Fields                | Nicola Six         | Filmet i 2013           |
| 2018 | Aquaman                      | Mera               |                         |
| 2019 | Gully                        | Joyce              |                         |

### TV
| År        | Titel              | Rolle               | Noter                          |
| --------- | ------------------ | ------------------- | ------------------------------ |
| 2004      | Jack & Bobby       | Liz                 | Episode: "Pilot"               |
| 2004      | The Mountain       | Riley               | Episode: "A piece of the Rock" |
| 2005      | The O.C.           | Salesgirl           | Episode: "Mallpisode"          |
| 2006      | Criminal Minds     | Lila Archer         | Episode: "Somebody's watching" |
| 2007      | Californication    | Amber               | Episode: "California Son"      |
| 2007      | Hidden Palms       | Greta Matthews      | 8 episoder                     |
| 2010      | The Cleveland Show | Hende selv (stemme) | Episode: "Beer Walk!"          |
| 2011      | Top Gear           | Hende selv          | Episode: "Episode #16.5"       |
| 2011      | The Playboy Club   | Bunny Maureen       | 7 episoder                     |
| 2015      | Overhaulin'        | Hende selv          | Episode: "In Too Depp"         |
| 2015      | The Prince         | Serena              | TV film                        |
| 2020-2021 | The Stand          | Nadine Cross        | 7 episoder                     |

### Musikvideoer
| År   | Titel                           | Artist        |
| ---- | ------------------------------- | ------------- |
| 2003 | "There goes my life"            | Kenny Chesney |
| 2005 | "I wasn't prepared" (Version 1) | Eisley        |